# Целіне
Целіне (рум. Țeline) — село у повіті Сібіу в Румунії. Входить до складу комуни Бредень.
Село розташоване на відстані 204 км на північний захід від Бухареста, 67 км на північний схід від Сібіу, 126 км на південний схід від Клуж-Напоки, 71 км на північний захід від Брашова.

## Населення
За даними перепису населення 2002 року у селі проживали 160 осіб.
Національний склад населення села:
| Національність | Кількість осіб | Відсоток |
| -------------- | -------------- | -------- |
| румуни         | 108            | 67,5%    |
| цигани         | 45             | 28,1%    |
| угорці         | 7              | 4,4%     |

Рідною мовою назвали:
| Мова      | Кількість осіб | Відсоток |
| --------- | -------------- | -------- |
| румунська | 153            | 95,6%    |
| угорська  | 7              | 4,4%     |